# Дворец Пена

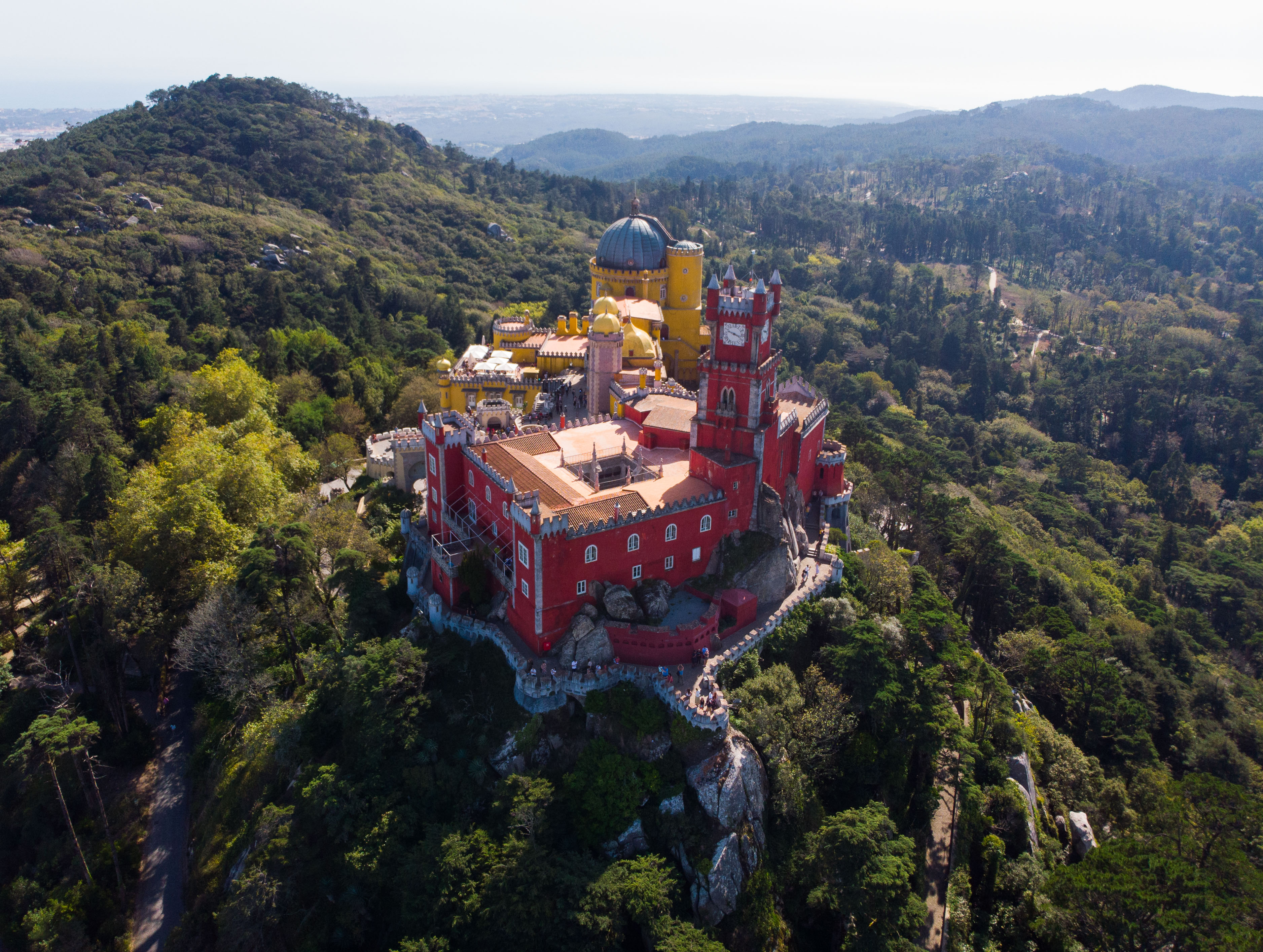

Дворец Пена (Palácio da Pena) — дворец в Португалии, находится на высокой скале над Синтрой и отличается фантастическим псевдосредневековым стилем.

## Описание
Замок и парк возникли в 1840 году как летняя королевская резиденция на месте маленького заброшенного монастыря в стиле мануэлино.
Строительство организовал принц Фердинанд Саксен-Кобург-Готский, муж королевы Португалии Марии II. Он вложил в этот проект огромные средства, и работы продолжались до самой его смерти в 1885 году.
Вся композиция из горы, замка и прилегающего парка площадью 270 гектаров — один из ранних образцов романтической ландшафтной архитектуры XIX века.
Внутренние помещения с убранством сохранены в том виде, в каком их оставила последняя владелица, королева Амелия, вынужденная бежать из Португалии из-за революции в 1910 году.
Дворец Пена в начале 1890-х годов вдохновил русского миллионера А. Морозова и архитектора В. Мазырина на строительство особняка на Воздвиженке в Москве, известного в советское время как Дом дружбы с народами зарубежных стран, а сейчас Дом приёмов Правительства РФ.

## Галерея

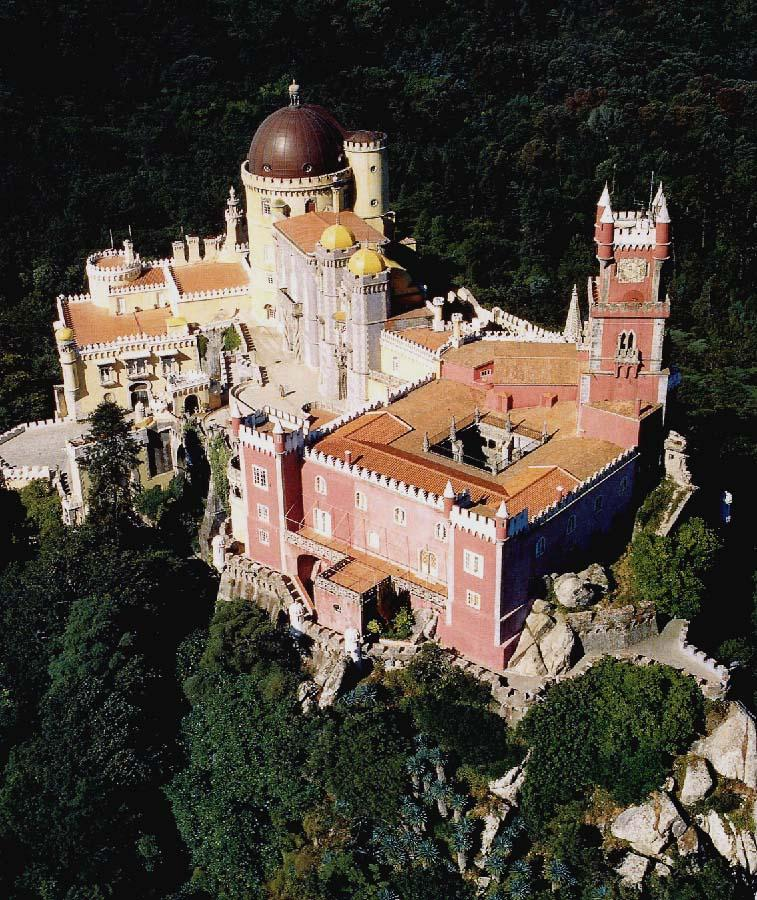
Дворец Пена
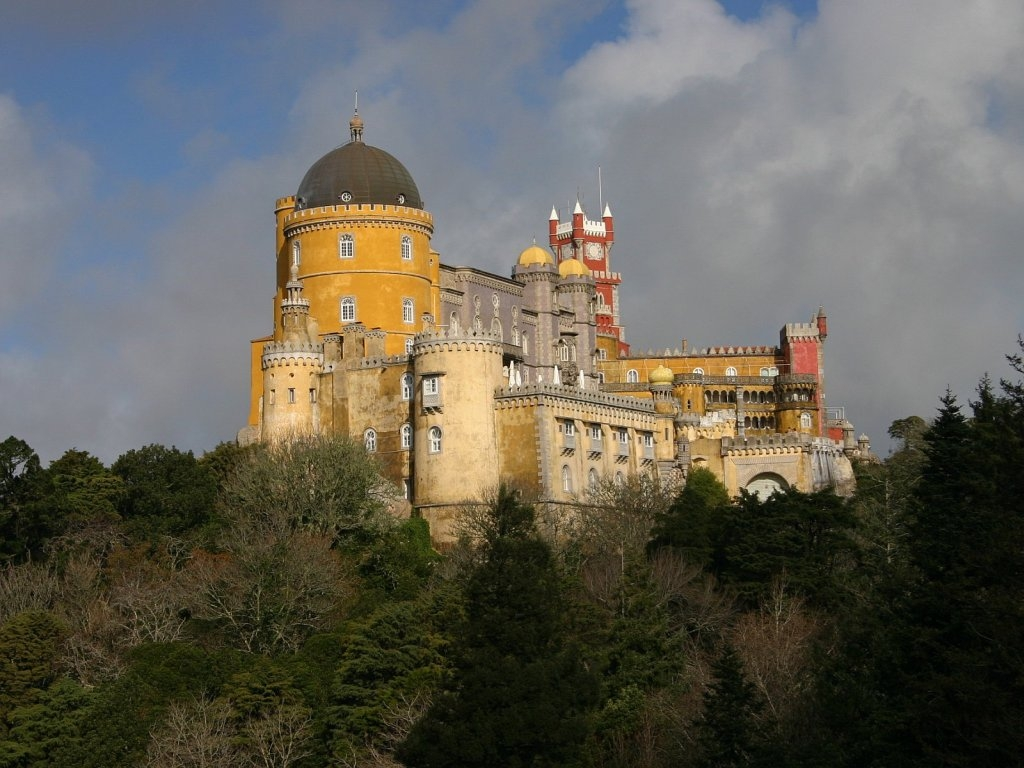
Дворец Пена в Синтре
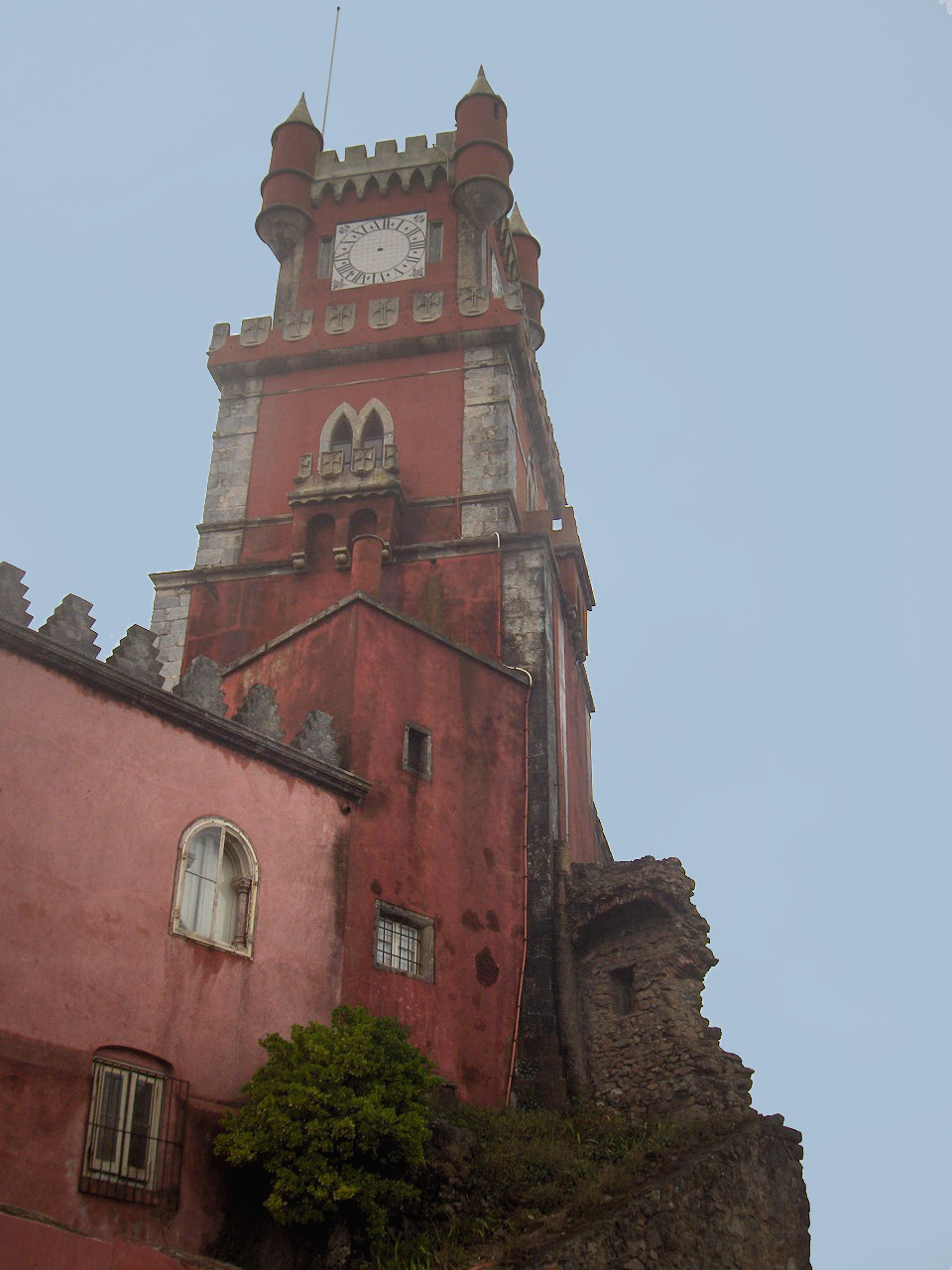
Башня дворца
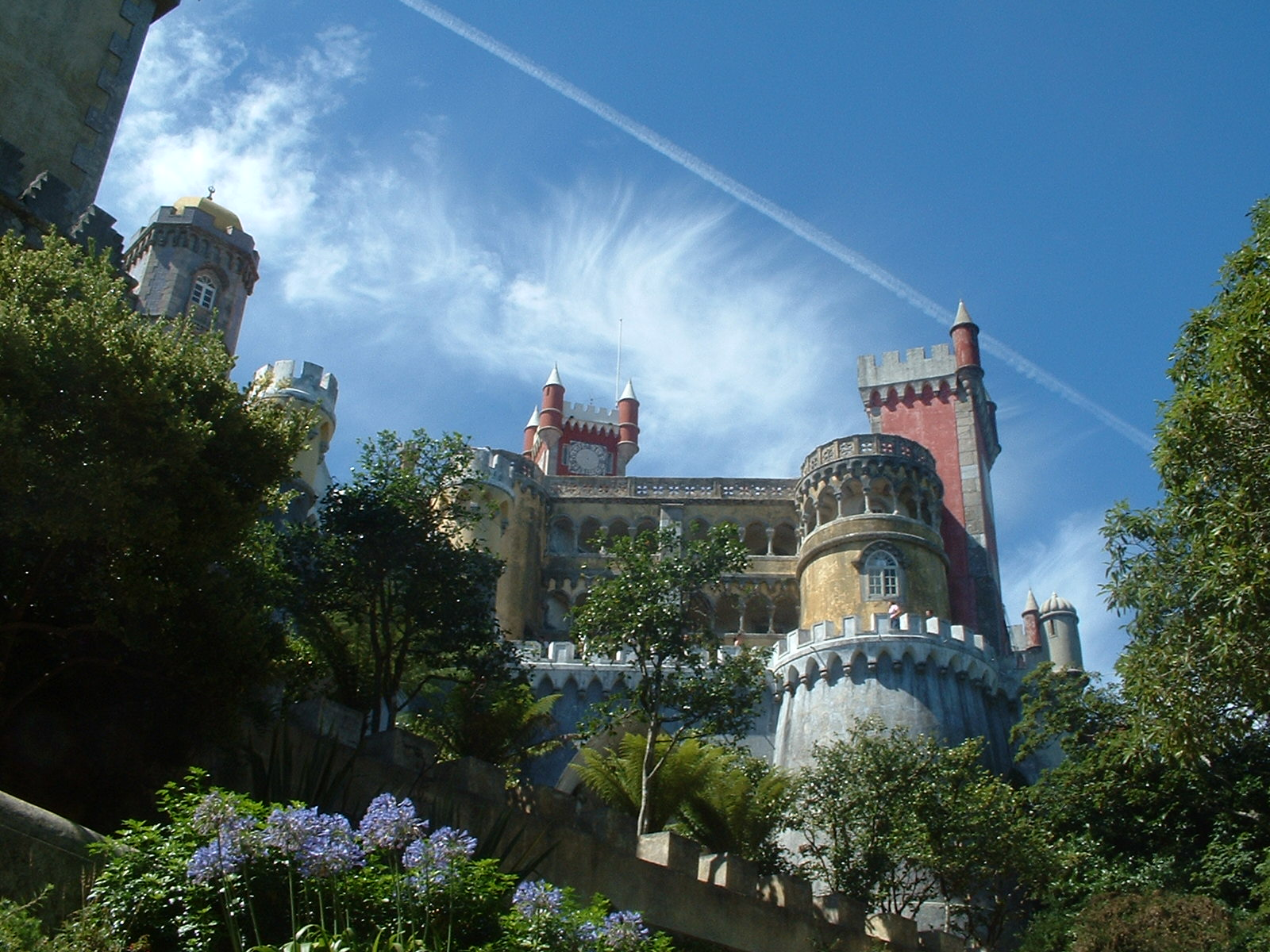
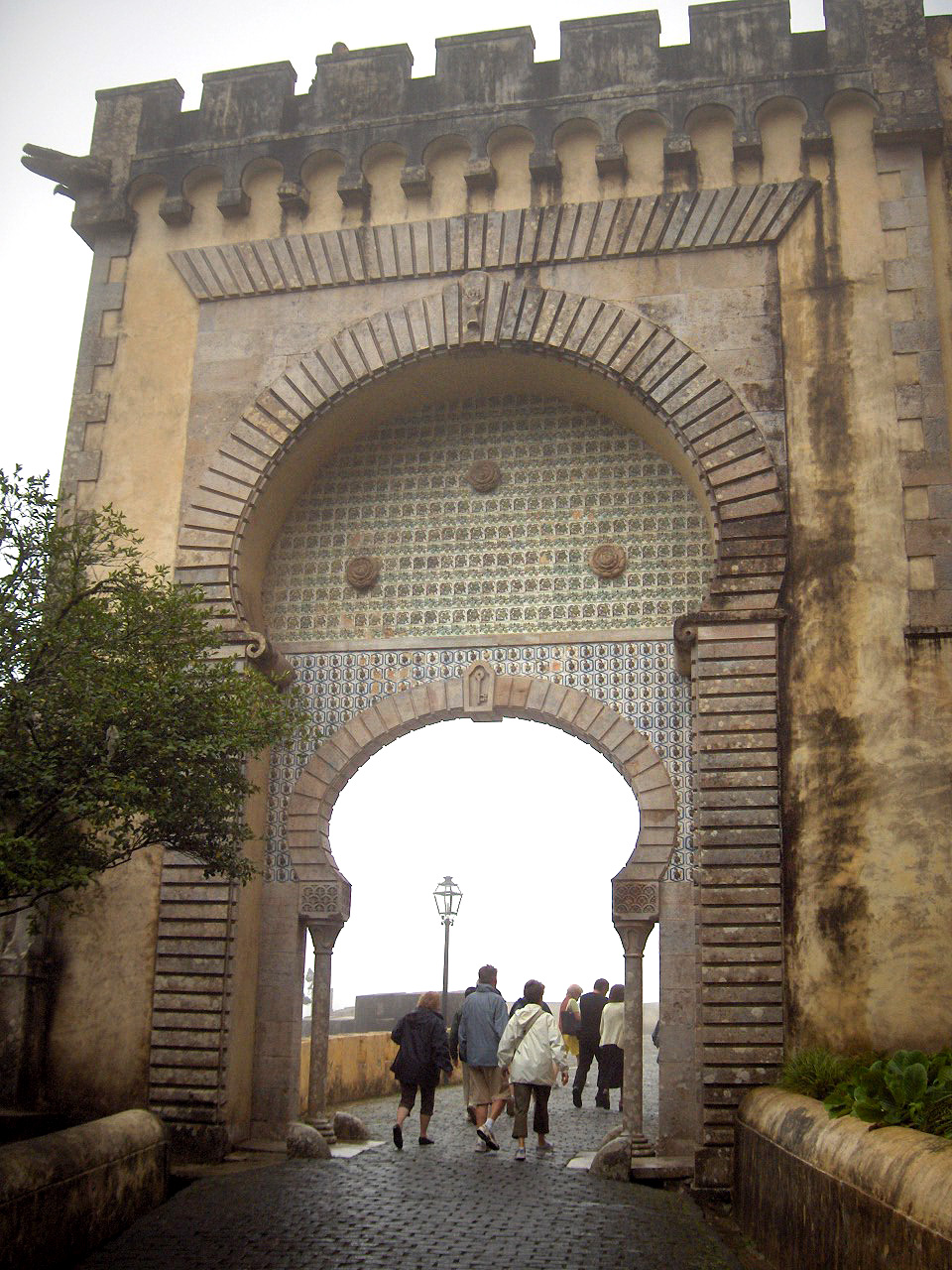
Главный вход во дворец в мавританском стиле
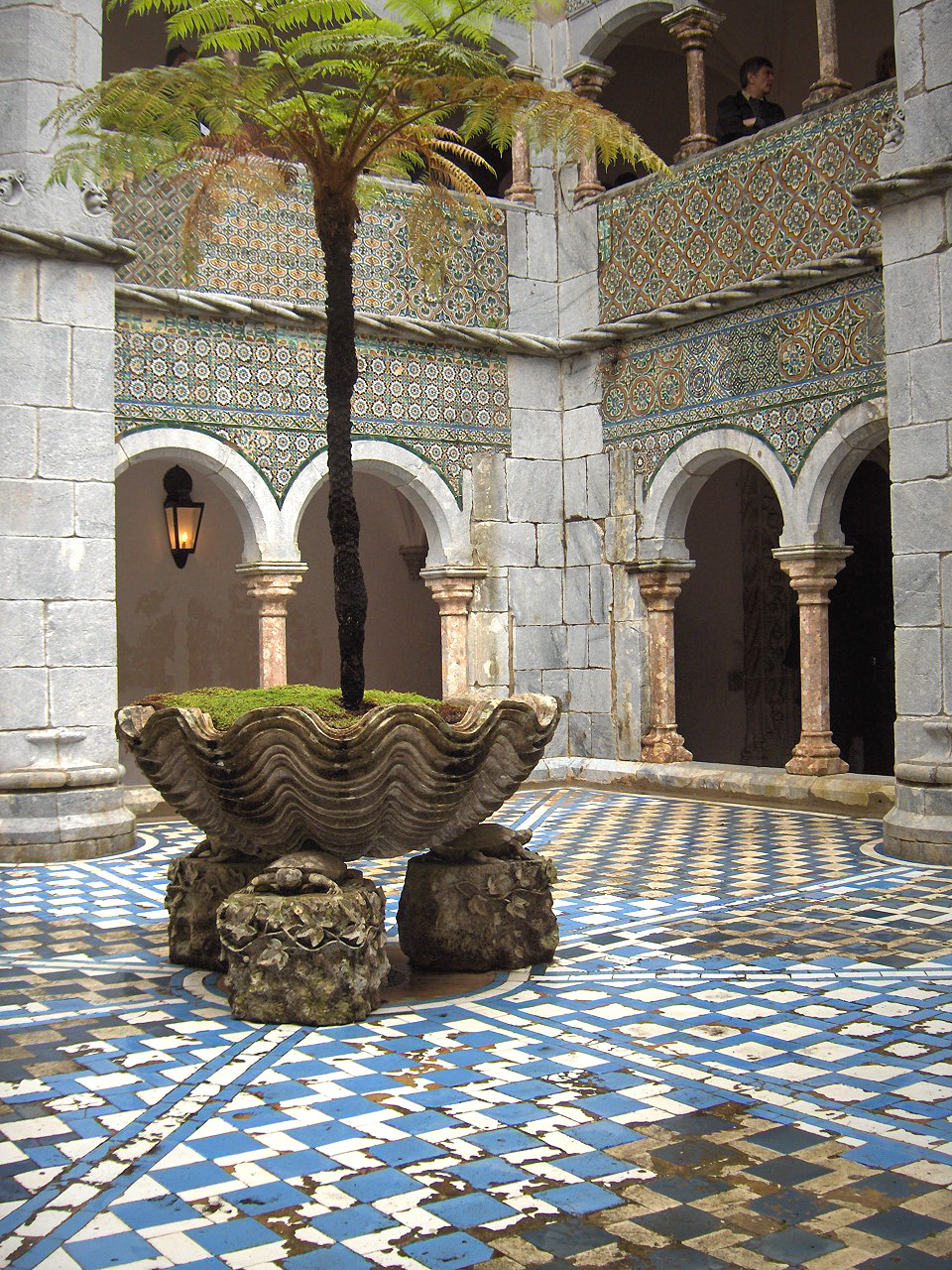
Внутренний дворик
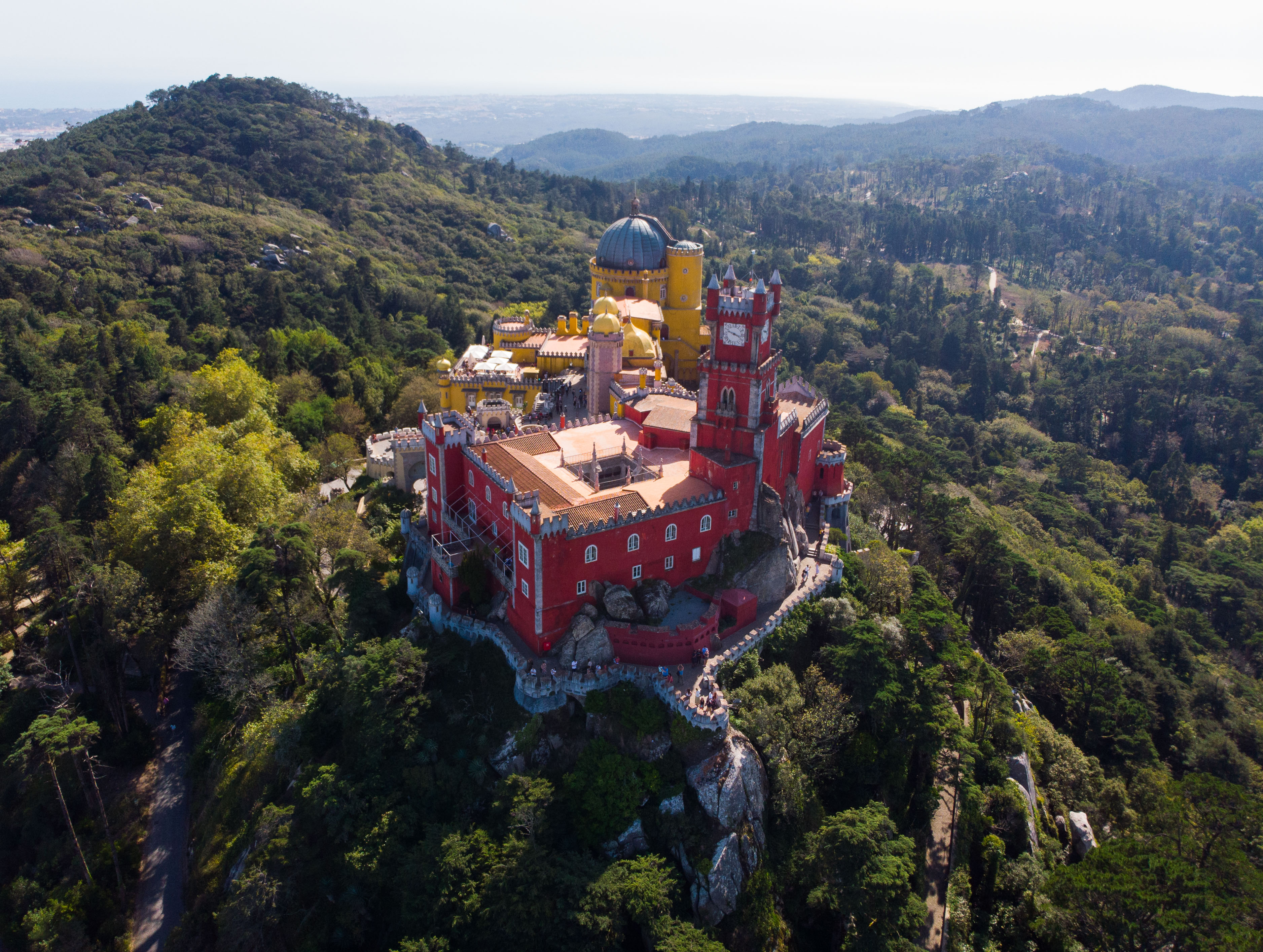